# Claus Nageler
Claus Nageler (né le 11 mai 1943 à Eisenach, mort le 6 juillet 2017) est un sculpteur allemand.

## Biographie
Nageler étudie à l'académie des beaux-arts de Munich et est l'étudiant en master de Hans Ladner. Il a également été un étudiant privé d'Elmar Dietz et reçoit le Förderpreis für Bildende Kunst der Landeshauptstadt München en 1974.

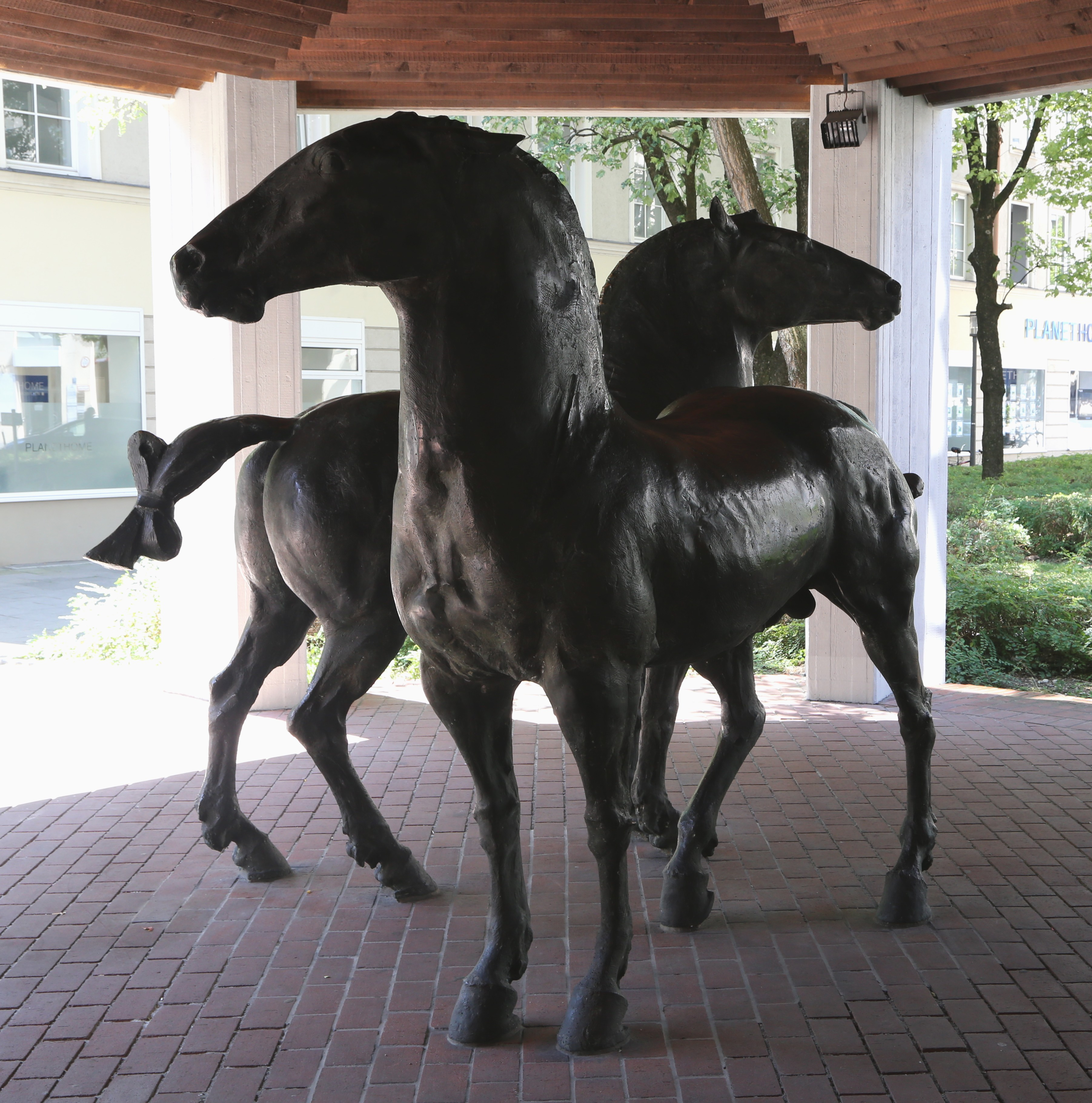
Deux chevaux, 1982, Munich.

En 1995, il crée son école de sculpture. Il est membre de la Sécession de Munich et du Bund Fränkischer Künstler.
Nageler reçoit des commandes des municipalités, des églises et des institutions. Il vivait à Percha au bord du lac de Starnberg. Il participe à des expositions à la Haus der Kunst de Munich, à Kulmbach, à la Hollerhaus Irschenhausen, à Plauen, Augsbourg et en France, en Italie et à Taipei.